# 狮子山土墩墓群
狮子山土墩墓群，位于江苏省镇江市丹阳市，是中华人民共和国江苏省文物保护单位之一。
2011年12月30日，授予江苏省文物保护单位，是一座古墓葬。